# Багратіоні-Давітішвілі
Багратіоні-Давітішвілі (також Багратіоні-Твалдамцвірішвілі, Давітішвілі, Багратiон) - грузинський княжий рід, молодша гілка царської династії Багратіонів (кахетинська гілка). Рід по прямій чоловічій лінії бере свій початок від останнього монарха єдиного Грузинського царства, царя Георгія VIII (1446-1466), і першого царя Кахетинського царства (1466-1476).

## Походження та історія роду
Князі Багратіоні-Давітішвілі (потомство Деметре Твалдамцарі, сина царя Кахеті, Олександра I, вигнані з Кахетії його братом, злим Георгієм). Носять титул Таваді. Походять вони по прямій лінії від царевича Деметре, молодшого сина царя Кахеті Олександра I (1476 - 1511).
У складених в 1799 р царевичем Іоанном (сином царя Георгія XII) в списках грузинських князів і дворян зазначено, що: "В ущелині цхінвальської річки, в долині нулі, проживають таваді Давітішвілі, і є вони прізвища Багратіоні" (1799, короткий опис прізвищ князів і дворян, що живуть в Грузії).

### Історія освіти гілки
На початку XVI століття, старший син царя Кахеті Олександра, Георгій, відкрито вступив в конфронтацію з батьком і братом. Цей сімейний конфлікт розгорявся довгий час. Георгій вважав, що батько бажає усунути його престолонаслідування і передати трон своєму улюбленому молодшому синові, Деметрі, і з ревнощами Георгій сприймав знаки уваги батька до свого молодшого брата. Цар Олександр відправив царевича Деметрі послом в Ширван до шаха Ірану Ісмаїла, де царевич був прийнятий з великою пошаною. Деметре був однодумцем батька і підтримував його в суперечці з Георгієм, який виступав за війну з Картлі і захоплення володінь картлійських. Коли ж цар Олександр і царевич Деметрі перешкодили здійсненню чергового військового плану Георгія, той направив зброю проти власного батька.
За словами царевича та історика Вахушті, Георгій в непослуху кинувся до царства батьківського, щоб задовольнити бажання своє і посеред поля в битві вбив батька Олександра, царя кахов і полонив брата свого, Деметрі, щоб в Персію він не втік, і позбавив очей його.
На грузинському царстві був царем після прапрародителів своїх царів і прадіда, і діда, і батька свого царя Георгія цар Олександр, а у нього були два сини: царевич Георгій Олександрович, царевич Димитрій Олександрович. І царевич Георгій Олександрович по жорстокосердям своєму батька свого, царя Олександра Георгійовича вбив досмерті, а у меншого брата царевича Димитрія Олександровича, випалив очі і дав йому питомі міста, а сам став царювати на грузинському царстві і царевич Димитрій Олександрович ще побоюючись його на себе всякого зла, залишивши доля свій, від'їхав до родника свого, до карталінському царю. І карталінскій цар дав йому доля ж.
Його нащадки зберігали традицію царственого Походження, ріднилися з іншими гілками Багратіонів і великими феодальними родами Грузії, швидко вибравшись з убогості в багатих вельмож. У нулі розташовувалася головна фортеця цього Княжого прізвища.
Давид, сын батонишвили Деметре твалдамцвари, укрывается в Имеретинском царстве из-за конфликта в Картли c Луарсабом I, где правит царь Баграт III (1510-1565).
Баграт III, цар Імеретинський, подарував такі земельні угіддя Давиду: у верхній Картлі села і нулі разом з її фортецею, Торманеулі, Гвершеті, Плеві, Канбаді, Мцхетісджварі, селян Мохісі і Руїсі і церква з кладовищем, а також дворян Херхеулідзе і Татішвілі. Це важливий документ про владу князів Багратіон-Давітішвілі; її основу поклали володіння сина Деметре батонішвілі – Давида, який фігурує як родоначальник прізвища, від нього ж і утворюється приставка Давітішвілі (буквально - діти Давида, Давидови). Таким чином, їх удільне князівство утворилося в результаті відокремлення цієї гілки царського роду Багратіонів — і заснувалося в Садавітішвіло (удільне князівство роду, сатавадо). Син цього Давида, Рамаз, згодом одружується з дочкою імеретинського царя Баграта III.
Цар-мученик Картлі, Луарсаб II також подарував роду Багратіоні-Давітішвілі земельні угіддя в Картлі близько 1608 року.
У більш пізніх хроніках стає відомо, що таваді Елізбар Багратіоні, бокаултухуцес, глава роду Багратіон-Давітішвілі з 1635/1637, після смерті його батька, Давида, був активним прихильником царя Картлі, Ростом-хана, і навіть привіз йому з Сефевідського Ірану до палацу халат, подарований тому шахом. Він також вивіз з Ірану в 1639 році батонішвілі Луарсаба (сина царевича Картлі, Теймураз-Мірзи Багратіоні, і його дружини, невідомої по імені дочки князя Давида Багратіоні-Давітішвілі), якого через бездітність царя-Хана Ростома оголосили спадкоємцем Картлійського престолу. Цей же Елізбар допомагав проіранській партії в Картлійському царстві придушити повстання царя Кахетії, Теймураза I, і в битві 1648 року проіранська партія грузинських військ вбила сина Теймураза, царевича Датуну. Голова його та інших дворян були відіслані до шаха в Іран, і шах обдарував Елізбара трьома селами в Гянджі.[19]. Елізбар був активним прихильником царя-Хана Ростома, а також його послом при дворі іранського шаха (після заколоту князя Цицишвілі через нього в Іран були відправлені полонені князі Чхеїдзе). Елізбар був одружений на представниці бічної гілки роду Багратіонів, княгині Тінатін Багратіоні-Мухранської, і мав від цього шлюбу сина - князя Давида Багратіоні. Інший представник цього роду, князь Соломон Багратіоні, після приєднання Картлі-Кахетинського царства до Російської імперії (1801) перебував в опозиції новому режиму. У 1803 році Соломон Багратіоні втік до Ірану разом зі своїм родичем, Теймуразом Багратіоні, потім здійснював листування між шахським двором і Олександром Багратіоні, які перебували в Ірані, також вів листування між імеретинським царем Соломоном II Багратіоні та іншими батонішвілі, що залишилися в Грузії. У 1804 році він був заарештований російською владою. У 1806 році його випустили під заставу. Предки Соломона жили в Хелтубані, де володіли маєтками.

## Sources
- მასალები XIX საუკუნის პირველი ნახევრის ქართული საზოგადოებრიობის ისტორიისათვის : II მასალები ბიოგრაფიული ლექსიკონისათვის (ა–ე) / მაქსიმე ბერძნიშვილი. თბილისი : მეცნიერება, 1980.
- Князі Давидови / / Упоряд: А. В. Антонов. Родоводи розпису кінця XVII століття. - Вип. 6. - М.: Вид. Російського державного архіву стародавніх актів. Археографічний центр, 1996. - С. 141-143. - ISBN 5-01-186169-1 (Т.6). ISBN 5-02-886169-6.
- www.royalark.net/Georgia/davit.htm
- Дворянські роди Російської імперії. 1993. Т. 3
- https://wikisource.org/wiki/1608_წ._07.29._-_წყალობის_წიგნი_ლუარსაბ_მეფისა_ბოქაულთუხუცეს_დავით_დავითიშვილისადმი